# دانشسرا
دانشسرا [ ن ِ س َ ] (اِ مرکب ) (The House of Knowledge) سرای دانش. خانهٔ دانش. خانهٔ علم. سرای علم. آنجا که خانه و محل علم و معرفت و دانش بود. در اصطلاح، آموزشگاهی که خاص آموزش و پرورش دبیر و آموزگارست. و این کلمه به جای کلمه ٔ دارالمعلمین برگزیده شده‌است. و مراتب آن دو باشد: مقدماتی و عالی .با توجه به توسعه دنیای مجازی می‌توان گفت: دانشسرا محلی است حقیقی یا مجازی که در آن دانش پژوه درس می‌خواند، پژوهش می‌کند و تربیت می‌شود.